# ژاد اولوتول
ژاد اولوتول (فرانسوی: Jade Ulutule‎؛ زادهٔ ۱۲ اکتبر ۱۹۹۲) بازیکن راگبی ۷ نفره زن اهل فرانسه است.
وی در مسابقات کشوری و بین‌المللی در مجموع برندهٔ ۱ مدال نقره شده‌است.